# Línea 10 (AUVASA)
La línea 10 de AUVASA es una línea que une el extremo sur del barrio vallisoletano de Parquesol con Villa de Prado, a través del barrio de Arturo Eyríes, el paseo de Zorrilla y la plaza de Juan de Austria, y da servicio al aparcamiento disuasorio del barrio Cuatro de Marzo. Tiene servicio en días laborables.

## Historia
La línea 10 de Auvasa nació en 2007 para unir los barrios de Parquesol y La Victoria atravesando Arturo Eyríes, Cuatro de Marzo, Huerta del Rey y Girón, con una frecuencia de 60 minutos en días laborables. Su recorrido se redujo sustancialmente en 2018, cuando pasó a finalizar en el barrio de Villa de Prado.

## Frecuencias
La línea 10 es una línea A Horario por lo que se indican todos los horarios de salida:
| DÍA                | LUGAR DE SALIDA | HORARIOS DE SALIDA | HORARIOS DE SALIDA | HORARIOS DE SALIDA | HORARIOS DE SALIDA | HORARIOS DE SALIDA | HORARIOS DE SALIDA | HORARIOS DE SALIDA | HORARIOS DE SALIDA | HORARIOS DE SALIDA | HORARIOS DE SALIDA | HORARIOS DE SALIDA |
| ------------------ | --------------- | ------------------ | ------------------ | ------------------ | ------------------ | ------------------ | ------------------ | ------------------ | ------------------ | ------------------ | ------------------ | ------------------ |
| Laborables         | PARQUESOL       | 7:15               | 8:25               | 9:35               | 11:15              | 12:50              | 14:30              | 15:45              | 17:05              | 18:40              | 20:15              | 21:30              |
| Laborables         | VILLA DE PRADO  | 7:50               | 9:00               | 10:30              | 12:00              | 13:45              | 15:05              | 16:20              | 17:55              | 19:30              | 20:50              | 22:05              |
| Sábados y festivos | SIN SERVICIO    | -                  | -                  | -                  | -                  | -                  | -                  | -                  | -                  | -                  | -                  | -                  |

## Paradas
Nota: Al pinchar sobre los enlaces de las distintas paradas se muestra cuanto tiempo queda para que pase el autobús por esa parada.
| Hacia Villa de Prado                                      | Correspondencia con líneas: |
| --------------------------------------------------------- | --------------------------- |
| C/ Martín Santos Romero fte. José María Castilviejo       | -                           |
| C/ Martín Santos Romero fte. 60                           | -                           |
| C/ Martín Santos Romero fte. Campo José Luis Saso         | -                           |
| C/ Manuel Azaña 24 fte. Juan García Hortelano             | 9                           |
| C/ Manuel Azaña 56                                        | 9                           |
| C/ Felipe Ruíz Martín 6                                   | -                           |
| C/ Felipe Ruíz Martín esq. Manuel Canesí Acevedo          | -                           |
| C/ Francisco Umbral 8                                     | -                           |
| Avda. Salamanca esq. Fray Antonio de Córdoba              | -                           |
| Avda. Salamanca puente de la Hispanidad                   | -                           |
| Avda. Medina del Campo 15 fte. Centro Salud Arturo Eyríes | F1                          |
| Avda. Medina del Campo esq. Barlovento                    | 7 F1                        |
| Pza. Doctor Quemada esq. Pº Zorrilla                      | 7                           |
| Pº Zorrilla 65 fte. centro comercial                      | 1 2 5 7 18 19 26 C2 U1      |
| Pza. Juan de Austria fte. centro comercial                | 9 C2 F2                     |
| Puente de Juan de Austria esq. Avda. Salamanca            | -                           |
| C/ Francisco Mendizábal 5                                 | -                           |
| C/ Mº Sto. Domingo de Silos fte. 5 esq. Montserrat        | -                           |
| Hacia Parquesol                                           |                             |
| C/ Mº Sto. Domingo de Silos fte. 5 esq. Montserrat        | -                           |
| Avda. Salamanca esq. puente de Juan de Austria            | -                           |
| Pº Zorrilla 130 centro comercial                          | 1 2 5 7 18 19 23 26 C1      |
| Pza. Dr. Quemada igl. Santo Domingo Guzmán                | 7 F1                        |
| Avda. Medina del Campo fte. Barlovento                    | 7 F1                        |
| Avda. Medina del Campo fte. 19 Centro Salud Arturo Eyríes | F1                          |
| Avda. Salamanca fte. puente de la Hispanidad              | -                           |
| Avda. Salamanca esq. Santiago López González              | -                           |
| C/ Francisco Umbral 7                                     | -                           |
| C/ Felipe Ruíz Martín fte. Manuel Canesí Acevedo          | -                           |
| C/ Felipe Ruíz Martín IES José Jimenez Lozano             | -                           |
| C/ Ciudad de La Habana 17                                 | -                           |
| C/ Ciudad de La Habana 1 esq. Amadeo Arias                | 8 C1                        |
| C/ Hernando de Acuña 42                                   | 9                           |
| C/ Hernando de Acuña esq. Padre Llanos                    | 9                           |
| C/ Martín Santos Romero Campo José Luis Saso              | -                           |
| C/ Martín Santos Romero 60                                | -                           |
| C/ Martín Santos Romero esq. José María Castilviejo       | -                           |